# 貝爾納普鎮區 (愛荷華州波特瓦特米縣)
貝爾納普鎮區（英語：Belknap Township）是位於美國愛荷華州波特瓦特米縣的一個行政鎮區。

## 地方資料
根據2010年美國人口普查的數據，貝爾納普鎮區的面積為61.07平方千米，當中陸地面積為59.13平方千米，而水域面積為1.94平方千米。當地共有人口1610人，而人口密度為每平方千米26.36人。